# Mucuna interrupta
Mucuna interrupta är en ärtväxtart som beskrevs av François Gagnepain. Mucuna interrupta ingår i släktet Mucuna och familjen ärtväxter. Inga underarter finns listade i Catalogue of Life.